# Let Ukraine Air Alliance 4050
Let Ukraine Air Alliance 4050 byl let společnosti Ukraine Air Alliance, který tragicky skončil z důvodu nedostatku paliva během přistávání na Lvovském mezinárodním letišti 4. října 2019. Let ze španělského Viga do tureckého Istanbulu se stal osudným pěti lidem, další tři byli s těžkými zraněními převezeni do nemocnice. Letadlo Antonov An-12 bylo z důvodu silného poškození vyřazeno z provozu.

## Letoun
Havarovaný Antonov An-12 byl nákladní turbovrtulový transportní letoun, registrovaný pod značkou UR-CAH, vyrobený v roce 1968. Letoun měl nalétáno celkem 12 922 hodin.

## Nehoda
Letoun vzletěl z letiště Vigo-Peinador Airport ve Vigu ve Španělsku, odkud převážel 10 tun automobilových náhradních dílů do tureckého Istanbulu. Let měl po cestě naplánované mezipřistání ve Lvově kvůli dotankování paliva. Na palubě se nacházelo celkem 8 osob, 5 členů posádky a 3 další osoby jako doprovod nákladu.
Letadlo se blížilo k přistávací dráze 31 v nepříznivých podmínkách; přestože byl jen slabý vítr, dohledová vzdálenost byla pouhých 60 metrů, v blízkosti země přibližně 250 metrů.
Posádka o velmi nízkém stavu paliva věděla a pokusila se o nouzové přistání, ale nepodařilo se dostat na přistávací dráhu. Letoun narazil do země v 7:10 ráno, pouhých 1,5 km od začátku dráhy, blízko vesnice Sokilnyky. Kokpit letadla se oddělil od zbytku letadla a dále se rozbíjel o stromy, náklad z trupu se posunul dopředu a dopadl na kabinu, čímž usmrtil všechny členy letové posádky.

## Oznamování nehody
V 7:29 zavolal jeden z členů nákladního doprovodu letiště a oznámil nezdařené nouzové přistání. V 7:40 byl letoun nalezen 1,5 kilometru od dráhy 31.
V 9:00 bylo zjištěno, že se na palubě nacházelo 8 osob. Tři z nich s těžkými poraněními byly převezeny do nemocnice. Byla nalezena další tři těla, zbývající dvě byla nalezena později. Nakonec bylo potvrzeno, že zahynulo 5 osob.